# Arrenurus americanus
Arrenurus americanus är en kvalsterart som beskrevs av Marshall 1908. Arrenurus americanus ingår i släktet Arrenurus och familjen Arrenuridae.

## Underarter
Arten delas in i följande underarter:
- A. a. americanus
- A. a. major
- A. a. mucronatus